# Zarządzanie marketingowe
Zarządzanie marketingiem – zbiór działań mających na celu analizę, ocenę sytuacji, planowanie, organizowanie, wykonywanie i kontrolę przyjętych programów marketingowych. Celem planowania i oceny sytuacji jest ustalenie możliwości działania przedsiębiorstwa na podstawie oceny jego aktualnej pozycji rynkowej, silnych i słabych stron, a także przewidywanych zmian zewnętrznych. Zmiany te wiążą się zwłaszcza z obserwacją szans i zagrożeń planowanych zmian. W fazie planowania formułuje się koncepcję marketingową, w której wyznacza się cele i określa strategię rynkową firmy. Faza organizacji obejmuje przedsięwzięcia zmierzające do ukształtowania takiego podziału pracy, który sprzyjałby realizacji przyjętych celów i ustaleń strategicznych. W kolejnych fazach wprowadzane są plany marketingowe, obserwuje się też wszystkie podjęte działania.

## Planowanie w organizacji
Zarządzanie marketingiem polega na planowaniu:
- strategicznym,
- taktycznym,
- operacyjnym.

Planowanie strategiczne jest podstawą dla pozostałych planów w organizacji. Podłożem planowania strategicznego jest sprecyzowanie misji firmy, określenie celów, analiza i tworzenie portfolio oraz koordynacja strategii działania. Istotne jest, aby na bieżąco obserwować rynek, podejmować decyzje oraz zakładać i zamierzać w dłuższej perspektywie czasowej. Plan strategiczny dotyczy wielu lat, a nawet dziesięcioleci. Według Dana Schandela i Charlesa Horefa wyróżnić można cztery kluczowe etapy zarządzania strategicznego: ustalenie celów, formułowanie strategii na podstawie tych celów, administrowanie i kontrola strategiczna.
Na podstawie tego planu realizowane są elementy planu taktycznego. Czasami sytuacja wymaga osobnego planu taktycznego, jednak na ogół wynika on z planu strategicznego i musi być z nim zgodny. Plan taktyczny jest bardziej szczegółowy w części dotyczącej sposobów realizacji. Obejmuje krótsze okresy, niż plan strategiczny, średnio 2–3 lata.
Planowanie operacyjne ukierunkowane jest na zrealizowanie planu taktycznego. Cele planów operacyjnych są na tyle szczegółowe, tak opracowane, aby można było realizować poszczególne zadania. Plan operacyjny jest zazwyczaj krótkookresowy i obejmuje okres jednego roku lub krótszy niż rok.
Istnieją dwie podstawowe rodzaje planu operacyjnego:
- plan działania – wykorzystywany do utworzenia innego planu.
- plan reakcji – określany również jako plan awaryjny. Wykorzystywany zazwyczaj przy wystąpieniu nieprzewidzianych okoliczności. Plan awaryjny pozwala wdrożyć inne działania w sytuacji, gdy plan pierwotny zostanie zakłócony albo wtedy gdy zmienią się uwarunkowania[6].